# Taça de Portugal (râguebi)
A Taça de Portugal é a segunda maior competição de râguebi em Portugal. Possui um formato similar ao da competição homónima de futebol.

## Vencedores da Taça de Portugal
Resultados oficiais:
| Época   | Vencedor          | Resultado        | Finalista          |
| ------- | ----------------- | ---------------- | ------------------ |
| 1958–59 | CF Belenenses     | 8 - 3            | SL Benfica         |
| 1959–60 | Não disputada     | Não disputada    | Não disputada      |
| 1960–61 | SL Benfica        | 11 - 8           | CDUL               |
| 1961–62 | Não disputada     | Não disputada    | Não disputada      |
| 1962–63 | Não disputada     | Não disputada    | Não disputada      |
| 1963-64 | CF Belenenses (2) | 15 - 0           | Sporting CP        |
| 1964-65 | SL Benfica (2)    | 4 - 3            | Agronomia          |
| 1965–66 | SL Benfica (3)    | 21-6             | Agronomia          |
| 1966–67 | Não disputada     | Não disputada    | Não disputada      |
| 1967–68 | CDUL              | 33 – 3           | Agronomia          |
| 1968–69 | CR Técnico        | 6 – 5            | CDUL               |
| 1969-70 | SL Benfica (4)    | 27 – 3           | Direito            |
| 1970-71 | CR Técnico (2)    | 12 – 6           | CF Belenenses      |
| 1971–72 | SL Benfica (5)    | 13 – 11          | CDUL               |
| 1972–73 | CR Técnico (3)    | 15 – 12          | SL Benfica         |
| 1973–74 | AA Coimbra        | 15 – 12          | SL Benfica         |
| 1974–75 | SL Benfica (6)    | 30 – 0           | Estrela da Amadora |
| 1975–76 | Direito           | 16 – 8           | AA Coimbra         |
| 1976-77 | CDUL (2)          | 9 – 7            | SL Benfica         |
| 1977-78 | Agronomia         | 12 – 11          | CF Belenenses      |
| 1978–79 | CDUL (3)          | 13 – 11          | SL Benfica         |
| 1979–80 | AA Coimbra (2)    | 23 – 6           | CDUL               |
| 1980-81 | Direito (2)       | 7 – 0            | CDUP               |
| 1981-82 | Direito (3)       | 16 – 13          | CF Belenenses      |
| 1982–83 | SL Benfica (7)    | 15 – 9           | Direito            |
| 1983–84 | SL Benfica (8)    | 10 – 9           | CDUL               |
| 1984–85 | SL Benfica (9)    | 18 – 12          | CDUL               |
| 1985–86 | CDUL (4)          | 19 – 12          | SL Benfica         |
| 1986–87 | GDS Cascais       | 20 – 9           | CDUL               |
| 1987-88 | CDUL (5)          | 22 – 9           | AA Coimbra         |
| 1988-89 | CDUL (6)          | 13 – 12          | CF Belenenses      |
| 1989–90 | AA Coimbra (3)    | 14 – 13          | GDS Cascais        |
| 1990–91 | GDS Cascais (2)   | 18 – 3           | SL Benfica         |
| 1991-92 | GDS Cascais (3)   | 18 – 8           | SL Benfica         |
| 1992-93 | GDS Cascais (4)   | 37 – 13          | CDUL               |
| 1993–94 | CR Técnico (4)    | 19 – 11          | AA Coimbra         |
| 1994–95 | AA Coimbra (4)    | 5 – 3            | GDS Cascais        |
| 1995–96 | AA Coimbra (5)    | 13 – 10          | SL Benfica         |
| 1996–97 | AA Coimbra (6)    | 19 – 15          | GDS Cascais        |
| 1997–98 | Agronomia (2)     | 33 – 15          | AA Coimbra         |
| 1998-99 | Agronomia (3)     | 32 – 18          | SL Benfica         |
| 1999-00 | Agronomia (4)     | 9 – 5            | GDS Cascais        |
| 2000–01 | CF Belenenses (3) | 13– 12           | Direito            |
| 2001–02 | Direito (4)       | 28 – 7           | Agronomia          |
| 2002-03 | CDUP              | 3 – 3 (15-9 pen) | Direito            |
| 2003–04 | Direito (5)       | 32 – 15          | Agronomia          |
| 2004–05 | Direito (6)       | 19 – 12          | CF Belenenses      |
| 2005–06 | Agronomia (5)     | 23 – 19          | CDUP               |
| 2006–07 | CDUP (2)          | 23 – 9           | CR Técnico         |
| 2007–08 | Direito (7)       | 30 – 13          | Agronomia          |
| 2008-09 | Agronomia (6)     | 38 – 0           | CF Belenenses      |
| 2009-10 | Agronomia (7)     | 23 – 16          | CDUL               |
| 2010–11 | Agronomia (8)     | 24– 12           | Direito            |
| 2011–12 | Agronomia (9)     | 35 – 21          | AA Coimbra         |
| 2012–13 | CDUL (7)          | 35 – 23          | Agronomia          |
| 2013–14 | Direito (8)       | 26 – 24          | CDUL               |
| 2014–15 | CDUL (8)          | 20 – 17          | GDS Cascais        |
| 2015–16 | GD Direito (9)    | 30 – 12          | Agronomia          |
| 2016–17 | Agronomia (10)    | 16 – 8           | GDS Cascais        |
| 2017-18 | AA Coimbra (7)    | 20 – 15          | Agronomia          |
| 2018-19 | CF Belenenses (4) | 28 – 17          | CR Técnico         |
| 2019-22 | Não disputada     | Não disputada    | Não disputada      |
| 2020-21 | CF Belenenses (5) | 27-15            | CR Técnico         |
| 2021-22 | CF Belenenses (6) | 25-20            | Agronomia          |
| 2022-23 | CDUL (9)          | 20-18            | CF Belenenses      |
| 2023-24 | Agronomia (11)    | 15-9             | Direito            |

### Performance por Clube
| Clube         | Títulos | Anos                                                             |
| ------------- | ------- | ---------------------------------------------------------------- |
| Agronomia     | 11      | 1978, 1998, 1999, 2000, 2006, 2009, 2010, 2011, 2012, 2017, 2024 |
| Direito       | 9       | 1976, 1981, 1982, 2002, 2004, 2005, 2008, 2014, 2016             |
| SL Benfica    | 9       | 1961, 1965, 1966, 1970, 1972, 1975, 1983, 1984, 1985             |
| CDUL          | 9       | 1968, 1977, 1979, 1986, 1988, 1989, 2013, 2015, 2023             |
| AA Coimbra    | 7       | 1974, 1980, 1990, 1995, 1996, 1997, 2018                         |
| CF Belenenses | 6       | 1959, 1964, 2001, 2019, 2021, 2022                               |
| GDS Cascais   | 4       | 1987, 1991, 1992, 1993                                           |
| CR Técnico    | 4       | 1969, 1971, 1973, 1994                                           |
| CDUP          | 2       | 2003, 2007                                                       |